# Villerouge-Termenès
Villerouge-Termenès település Franciaországban, Aude megyében. Lakosainak száma 163 fő (2022. január 1.). Villerouge-Termenès Félines-Termenès, Palairac, Saint-Pierre-des-Champs, Talairan és Termes községekkel határos.

## Népesség
A település népessége az elmúlt években az alábbi módon változott:
| Lakosok száma | 176  | 146  | 154  | 158  | 140  | 137  | 147  | 154  | 157  | 163  |
|               | 1968 | 1982 | 1990 | 2006 | 2013 | 2015 | 2017 | 2019 | 2020 | 2022 |